# Петренко Святослав Андрійович
Святослав Андрійович Петренко (нар. 2 липня 1961, Чернігів УРСР) — радянський та український футболіст, півзахисник та нападник.

## Життєпис
Вихованець українського футболу. Першим професіональним клубом стала чернігівська «Десна». У 1982 році перейшов у СКА з міста Київ, за який він провів 15 матчів у Першій лізі в 1982 році і повний сезон 1983 року в другій лізі.
У 1984 році був основним гравцем «Суднобудівника» з Миколаєва, який виступав у другій лізі. У 1985 знову грав у СКА (Київ). Наприкінці 1985 року був у складі «Чорноморця» з Одеси, але офіційних ігор за клуб у радянському чемпіонаті не провів.
У 1986 році грав за харківський «Металіст», за який дебютував 2 березня в стартовому матчі Вищої ліги проти одеського «Чорноморця», вийшовши на заміну Велі Касумову. Останній матч за харків'ян він провів 20 липня 1986 року, вийшовши в стартовому складі у виїзному матчі проти єреванського «Арарату», в якому удостоївся жовтої картки.
Після «Металіста» поневірявся по різних українським клубам другої ліги СРСР, серед яких чернігівська «Десна», «Динамо» з міста Біла Церква, «Кремінь» з Кременчука. Другу половину сезону 1990 року провів у махачкалинському «Динамо», за яке провів 13 матчів і забив 4 м'ячі. У 1991 грав у «Вулкані» з Петропавловська-Камчатського. Після розпаду СРСР поїхав у Польщу. Декілька сезонів виступав за клуби нижчих ліг. У 1993 повертався на батьківщину, грав за «Космос» з Павлограда (8 ігор).
У 1995 перейшов в «Гекріс» з Анапи. З 1997 по 1998 рік грав у клубі ААФУ «Домобудівник» з Чернігова. У 2004 році провів одну гру за аматорський клуб «Інтерагросистема» з міста Мена в аматорському чемпіонаті України 2004 року.